# 4003 Schumann
Schumann (asteróide 4003) é um asteróide da cintura principal, a 3,0921518 UA. Possui uma excentricidade de 0,0969164 e um período orbital de 2 314,17 dias (6,34 anos).
Schumann tem uma velocidade orbital média de 16,09631005 km/s e uma inclinação de 5,01504º.
Este asteróide foi descoberto em 8 de Março de 1964 por Freimut Börngen.
Seu nome é uma homenagem ao músico alemão Robert Schumann.